# Saint-Alban (Ain)
Saint-Alban è un comune francese di 174 abitanti situato nel dipartimento dell'Ain della regione dell'Alvernia-Rodano-Alpi.

## Società

### Evoluzione demografica
Abitanti censiti